# Ритъмът на мечтите
„Ритъмът на мечтите“ (на хинди: ससुराल सिमर का, Sasural Simar Ka) е индийски сериал, чието излъчване започва на 25 април 2011 г. Сериалът спира излъчване в Индия на 2 март 2018 г.

## Актьорски състав
Настоящи актьори
- Дипика Какар/Кирти Келкар – Симар Прем Барадвач/Богинята Дурга
- Шоайб Ибрахим/Джирадж Дуупар/Мазер Саиед – Прем Раджендра Барадвадж
- Вайшали Таккар-Анджали Самир Капуур/Прем Барадвач
- Крисан Барето-Санджана Самир Капуур/Санджана Барадвач/Викрант Мехта
- Рохан Мехра-Самир Данрадж Капуур (съпруг на Анджали и Санджана)
- Вандана Витлани-Бхайрави Капуур (майка на Самир)
- Варун Шарма-Пиуш Прем Барадвач/Каал
- Никки Шарма-Рошни Сумит Капуур/Рошни Пиуш Барадвач

Второстепенни роли
- Джаяти Бхатиа – Нирмала Комуд Барадвадж
- Адараш Гутам – Раджендра Дадожи Барадвадж
- Нишигада Вад – Суджата Раджендра Барадвадж
- Джанви Вихра – Каруна Суриендра Барадвадж
- Ашу Шарма – Сатуендра (Сату) Раджендра Барадвадж
- Снехал Сахай – Ума Сатуендра Барадвадж
- Вишал Наяк – Шайлендра (Шайлу) Раджендра Барадвадж
- Швета Сингха – Пари Шайлендра Барадвадж
- Ариаман Сет – Санкалп Суриендра Барадвадж
- Джиотсна Чандола – Куши Санкалп Барадвадж
- Фалак Нааз – Джанви Анураг Аурора
- Алан Капуур – Амар Малхотра
- Ритви Джайн – Анджели Прем Барадвадж
- Твиша Джайн – Санджана (Санджу) Викрант Мехта
- Манси Шривастава – Прерна
- Виндя Тивари – Чандрамани (Чанда)

Бивши актьори
- Маниш Райсингхан – Сидхант Раджендра Барадвадж
- Шоаиб Ибрахим – Прем Раджендра Барадвадж
- Авика Гор – Роли Сидхант Барадвадж
- Сахил Ананд/Шумиер Парича – Шайлендра (Шайлу) Раджендра Барадвадж
- Абишек Шарма – Санкалп Суриендра Барадвадж
- Нимиша Вакария – Маноранджан (Мано) Сингх
- Ашиеш Рой – Суриендра Дадоджи Барадвадж
- Канчи Сингх – Чери Суриендра Барадвадж
- Адеш Чаудари – Викрант Мехта
- Минал Карпе – Савита Мехта
- Пратик Шукла – Картик Мехта
- Анируд Сингх – Анураг Аурора
- Каруна Верма – Шанти Аурора
- Джая Оджа – Мена Джамналал Диведи
- Шиванги Шарма – Бакти
- Амита Копкар – Джвала Деви
- Шам Машалкар – Календер
- Сидхарт Васудев – Рай Бахадур Раджвир Сингх
- Рохит Курана – Шаурия Сингания
- Сикха Сингх – Мегна Сингания
- Шалини Сахута – Соня Оберой
- Аруна Сингхал/Рома Бали – Ачалиа
- Неха Лакшми Иер – Сурби Прем Барадвадж
- Боби Дарлин – Боби
- Вишал Адития Сингх – Веру
- Пратап Сачдео – Сарпанч
- Мугда Шах – Дакша
- Приянка Бхоле – Лийла
- Кхяти Кесвани – Вайшнави
- Нета Шети – Сунайна Викрант Мехта
- Сара Кан – Мая
- Пратюша Банерджи – Мохини
- Анджели Гупта – Сунанда
- Решми Гхош – Индравати Гаджендра Сингх
- Джайшри Талпаде – Бади
- Деблина Чатерджи – Девика / Патали Деви
- Мегна Найду – Гаятри / Патали Деви
- Шагуфта Али – Малти
- Арти Сингх – Мадви
- Кашви Котари – малката булка
- Али Хасан – Сатаната

## В България
В България сериалът започва на 9 февруари 2015 г. по Диема Фемили. Ролите се озвучават от Даниела Йорданова, Христина Ибришимова, Лиза Шопова, Димитър Иванчев, Симеон Владов и Стефан Сърчаджиев-Съра. В епизод 569 Христина Ибришимова отсъства и нейните роли поема Даниела Йорданова.